# Francesco Hayez
Francesco Hayez (Venecia, 11 de febrero de 1791 - Milán, 12 de febrero de 1882) fue un pintor italiano, considerado un pintor de transición. Máximo exponente del romanticismo histórico en Italia, también lo es del naciente realismo con una obra cumbre en 1842 titulada Levita Efraín. En efecto, Hayez pasó de unos comienzos academicistas y neoclásicos a una etapa romántica temprana. Su carácter innovador y multifacético dejó una huella imborrable en la historia del arte italiano por haber sido el autor del cuadro El beso (1859) y de una serie de retratos de las personalidades más importantes de la época. Muchas de sus obras, normalmente de ambientación medieval, contienen un mensaje patriótico cifrado del Risorgimento.
Tras pasar su juventud en Venecia y Roma, se trasladó a Milán, donde entró en contacto con Manzoni, Berchet, Pellico e Cattaneo, obteniendo numerosos cargos y dignidades; entre ellas, destaca la cátedra de pintura de la Academia de Bellas Artes de Brera, que ocupó en 1850.

## Biografía
Originario de una familia humilde, el padre, Giovanni Hayez era de origen francés, mientras su madre, Chiara Torcella, era natural de Murano (Italia). El pequeño Francesco fue el último de cinco hijos, y ahijado de una tía materna que había casado con Giovanni Binasco, armador y marchante de arte, propietario de una discreta colección de pintura.
Ya de pequeño mostró predisposición por el diseño, por lo que su tío lo confió a un restaurador para que le enseñase el oficio. 
Posteriormente fue discípulo del pintor Francesco Maggiotto, con quien permaneció durante tres años. Hizo el primer curso de desnudo en 1803 y en 1806 fue admitido a los cursos de pintura de la Nueva Academia de Bellas Artes, donde fue discípulo de Theodore Matteini.
En 1809 ganó un concurso de la Academia de Venecia para ser alumno de la Academia de San Luca cerca de Roma. Por ello se trasladó a la capital, donde pasó a ser discípulo de Canova quien fue su guía y protector durante los años romanos.

#### Nápoles

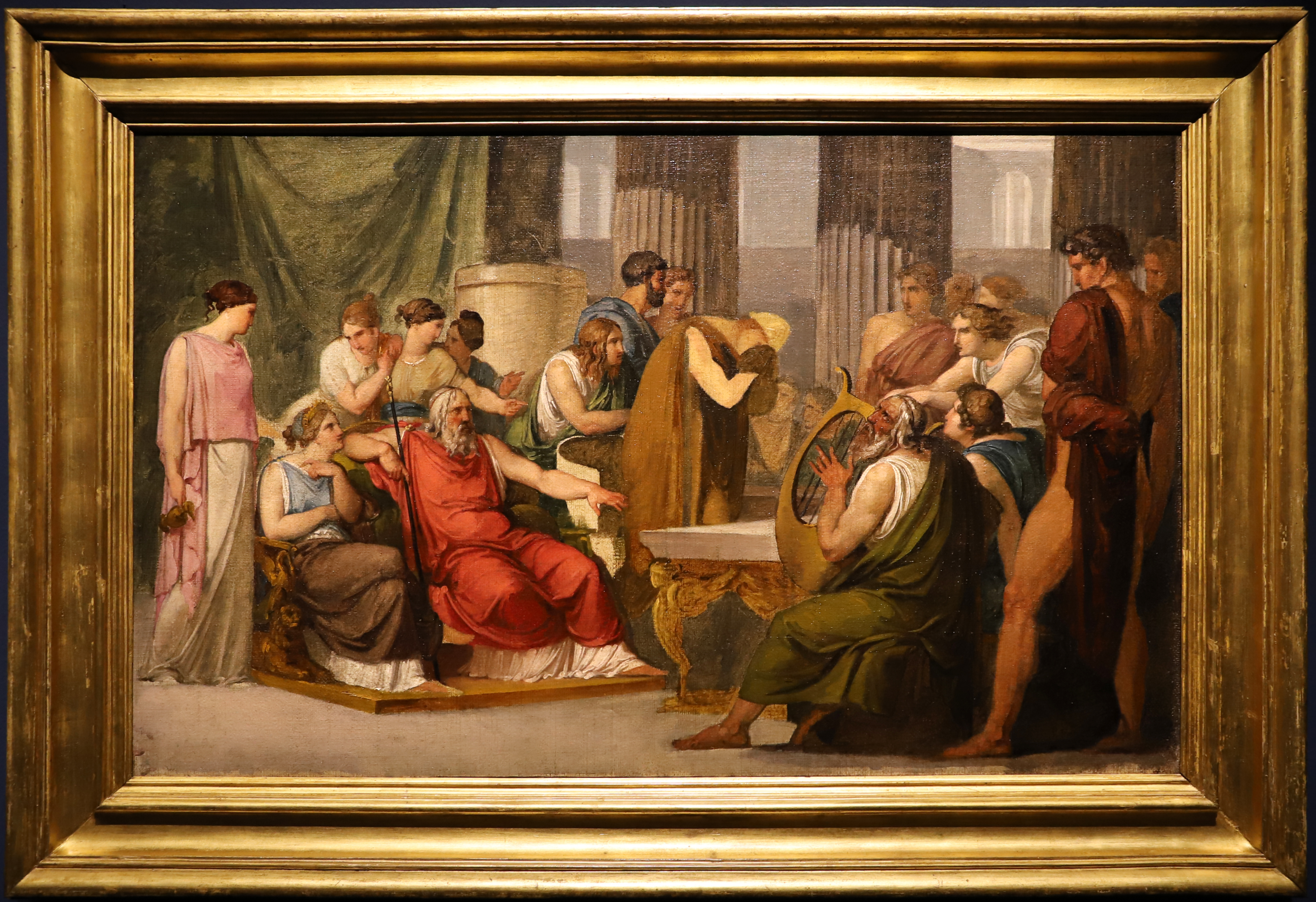
Ulisse en la corte de Alcinoo (c. 1815)

En el 1814 se marchó de Roma tras una agresión, al parecer por una relación sentimental. Se fue a vivir a Nápoles donde le fue encargada por Joachim Murat la pintura Ulises en la corte de Alcinoo. Sabemos también que desde 1850 dirigió la Academia de Bellas Artes de Brera en Milán.

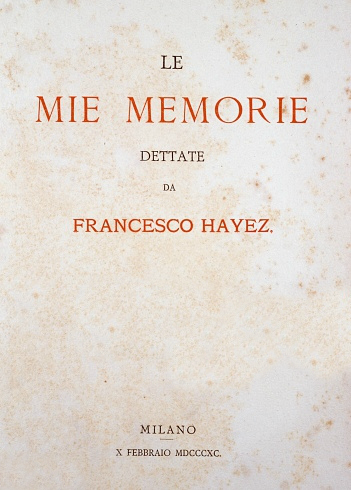
Mis memorias, de Francesco Hayez, editado en Milán en 1890.

A lo largo de una dilatada carrera, Hayez demostró ser particularmente prolífico. Su producción incluyó pinturas históricas diseñadas para apelar a la sensibilidad patriótica de sus mecenas, así como obras que reflejan el deseo de acompañar un estilo Neoclásico a grandes temas, ya sea de la literatura bíblica o clásica. También pintó escenas de representaciones teatrales. Sin embargo, los retablos están notoriamente ausentes de su obra, posiblemente debido a las invasiones napoleónicas, que desacralizaron numerosas iglesias y conventos en el norte de Italia. El historiador del arte Corrado Ricci describió a Hayez como un "clasicista" que luego evolucionó hacia un estilo de "turbulencia emocional".

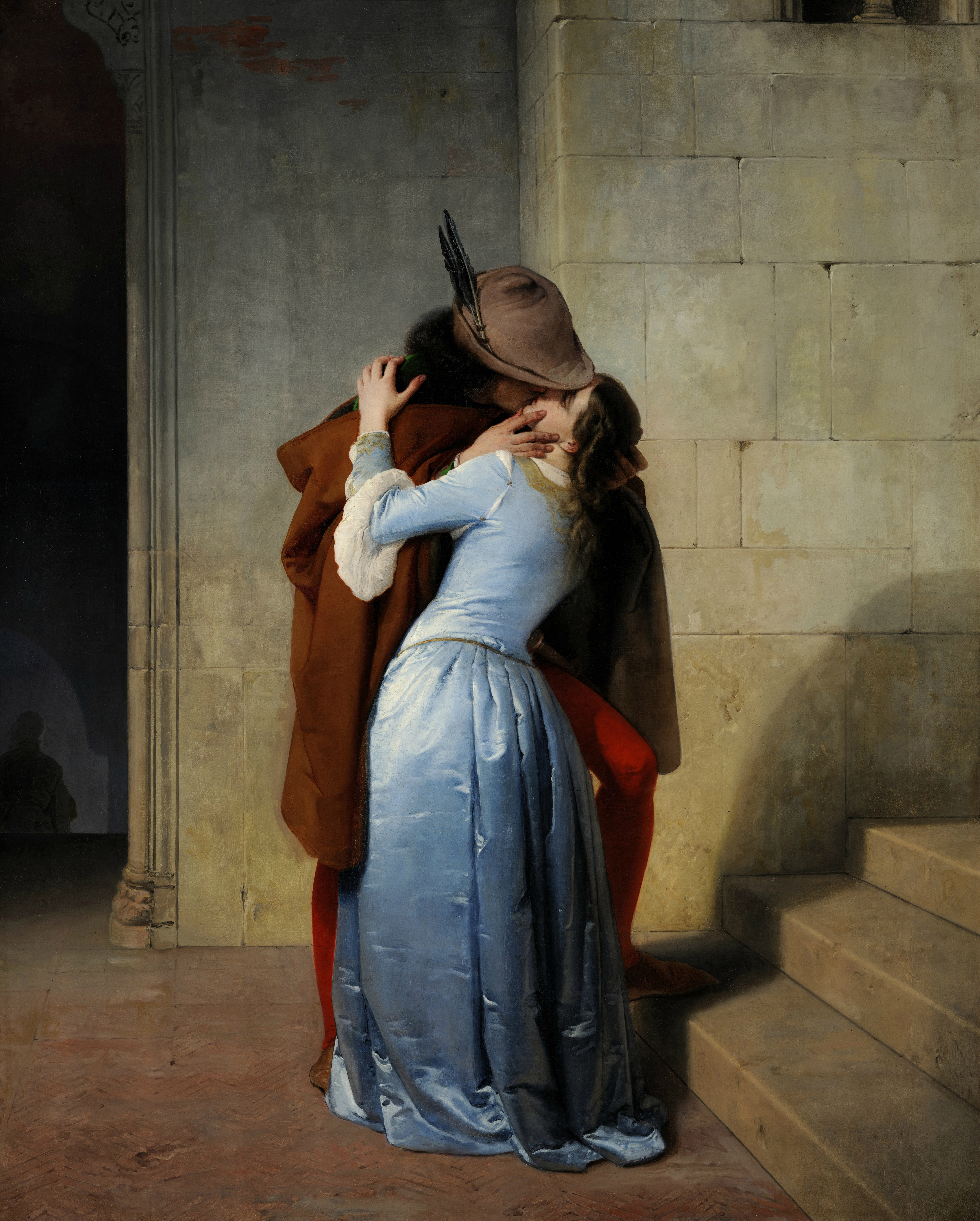
Francesco Hayez, El beso (1859)

Sus retratos tienen la intensidad de Ingres y el movimiento nazareno. A menudo sentados, los sujetos de Hayez a menudo se visten con ropa austera, en blanco y negro, con pocos o ningún atavío. Si bien Hayez hizo retratos para la nobleza, también exploró otros temas como compañeros artistas y músicos. Al final de su carrera, se sabe que trabajó con fotografías.

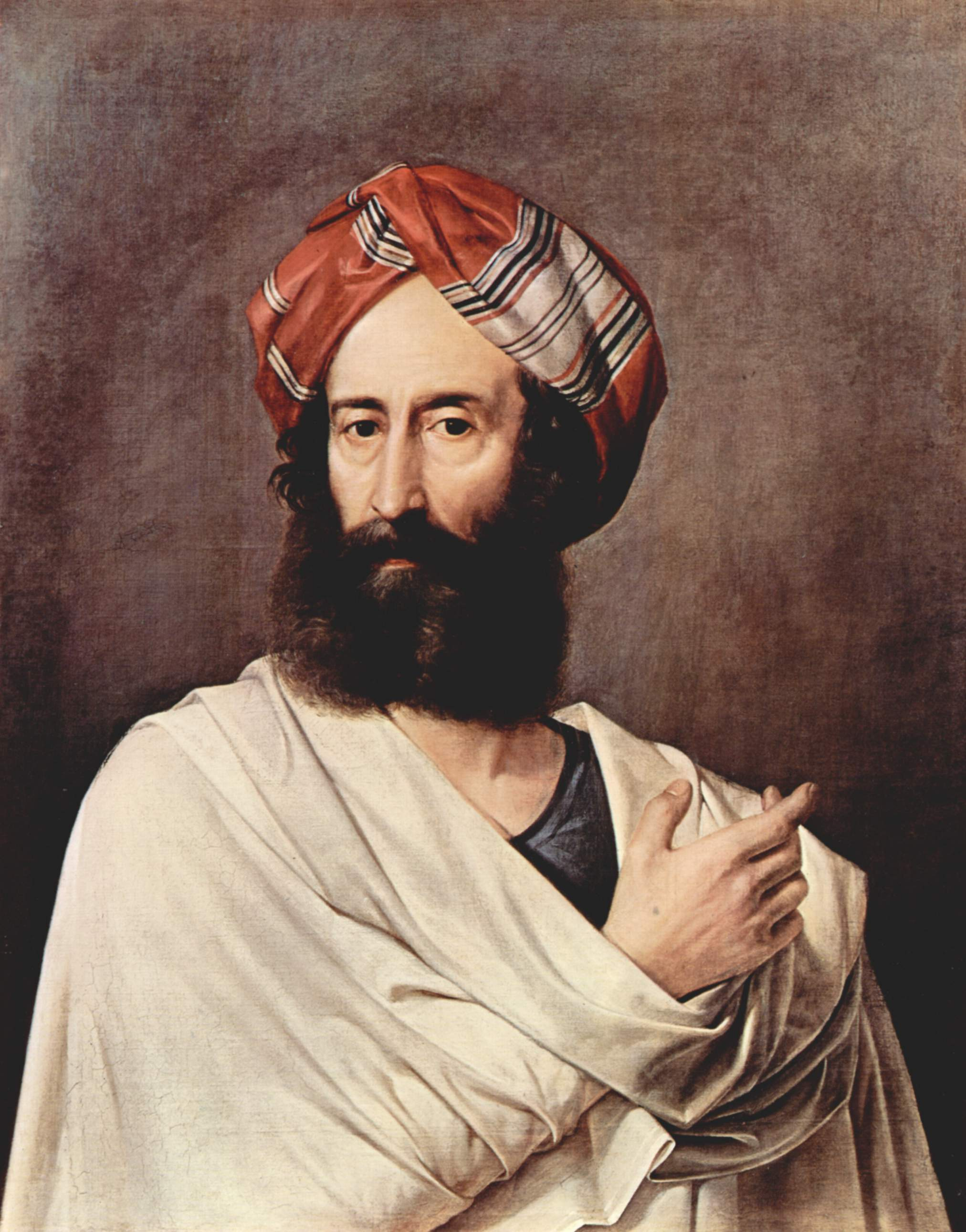
Levite Efrain (1842-1844)

## Obras
El listado de obras de Hayez no es fácil ya que a menudo la fecha indicada en el texto se correspondía a la donación, y no a la de creación. Además, pintó los mismos temas en varias ocasiones, con pequeñas variaciones, e incluso sin ninguna.
- Pietro Rossi empresonado por los Scaligeri (1819).
- Las Tardes Sicilianias (1822).
- La acusación secreta (1847-1848) - Museos Cívicos de Pavía
- El Concilio de la Venganza (1851).
- Destrucción del Templo de Jerusalén (1867).
- Retrato de Marin Faliero (1867).
- Jarrón de flores sobre la ventana de un harén (1881).
- Il bacio (1859) - Pinacoteca de Brera, Milán.

## Galería

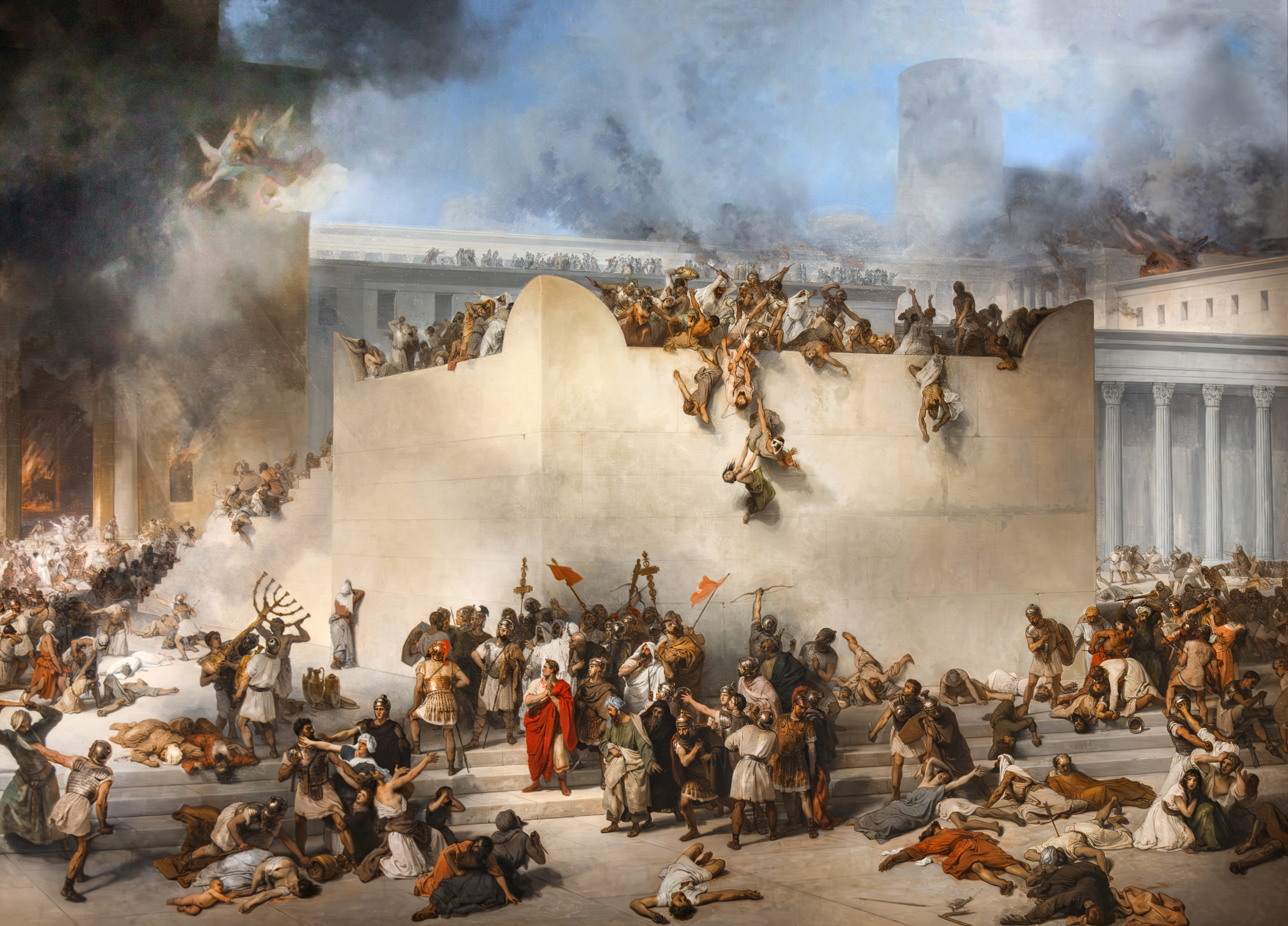
Destrucción del Templo de Jerusalén (1867).
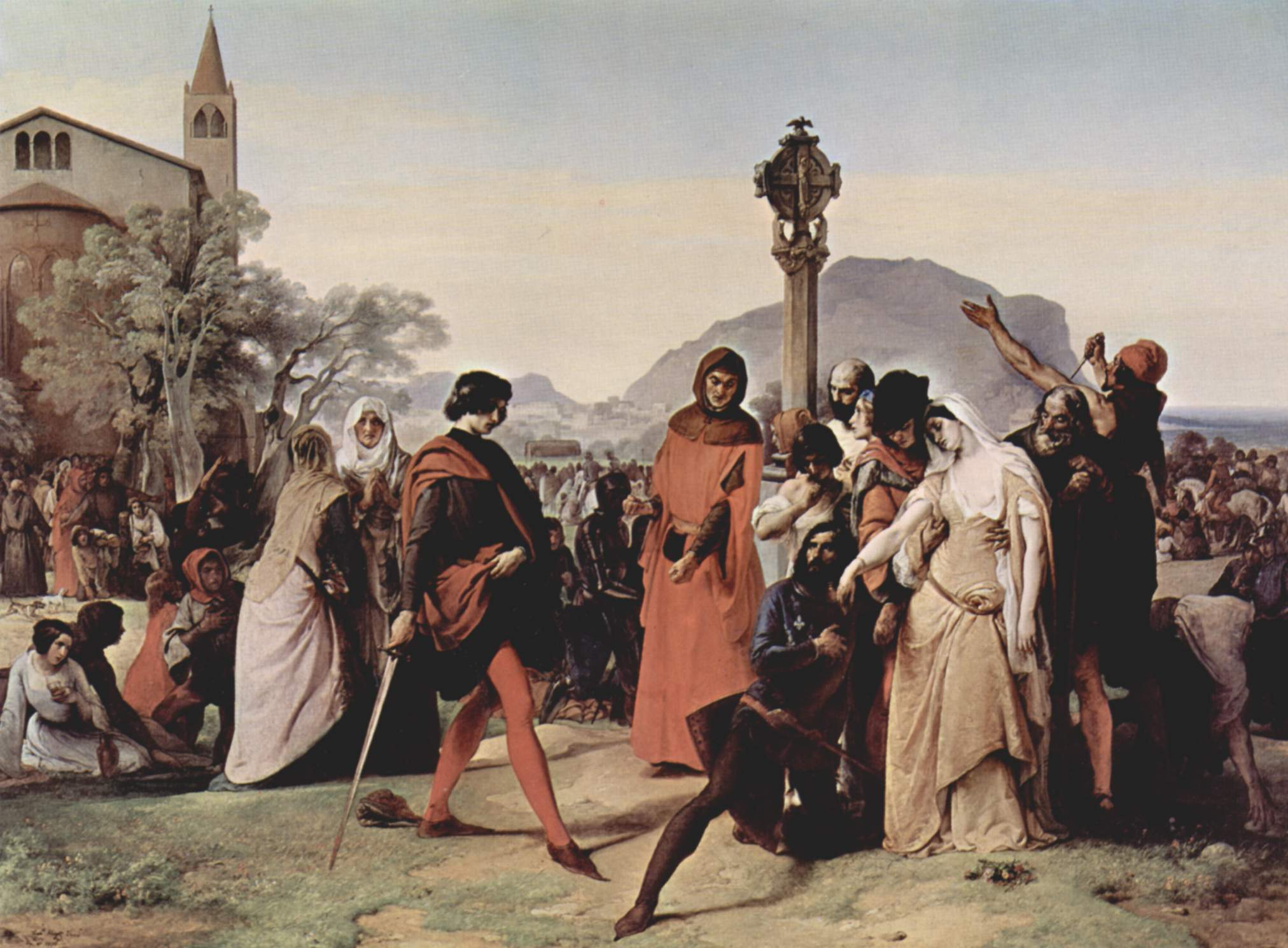
Vísperas Sicilianas. (Roma,Gall.Naz.d'Arte Moderna)
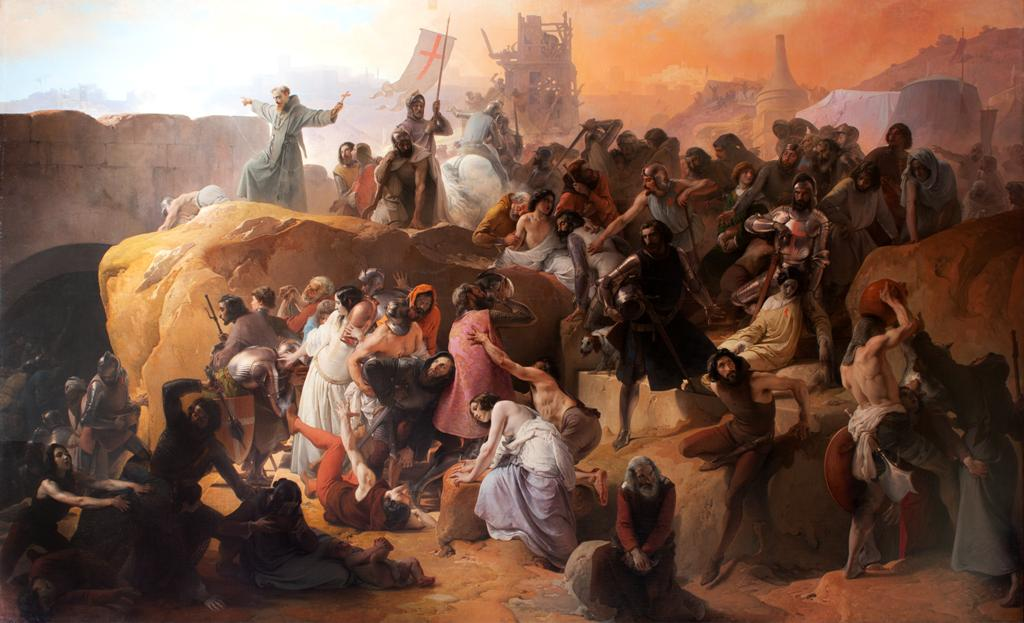
La Séptima Cruzada contra Jerusalén (1838-1850).
María Magdalena (1825).

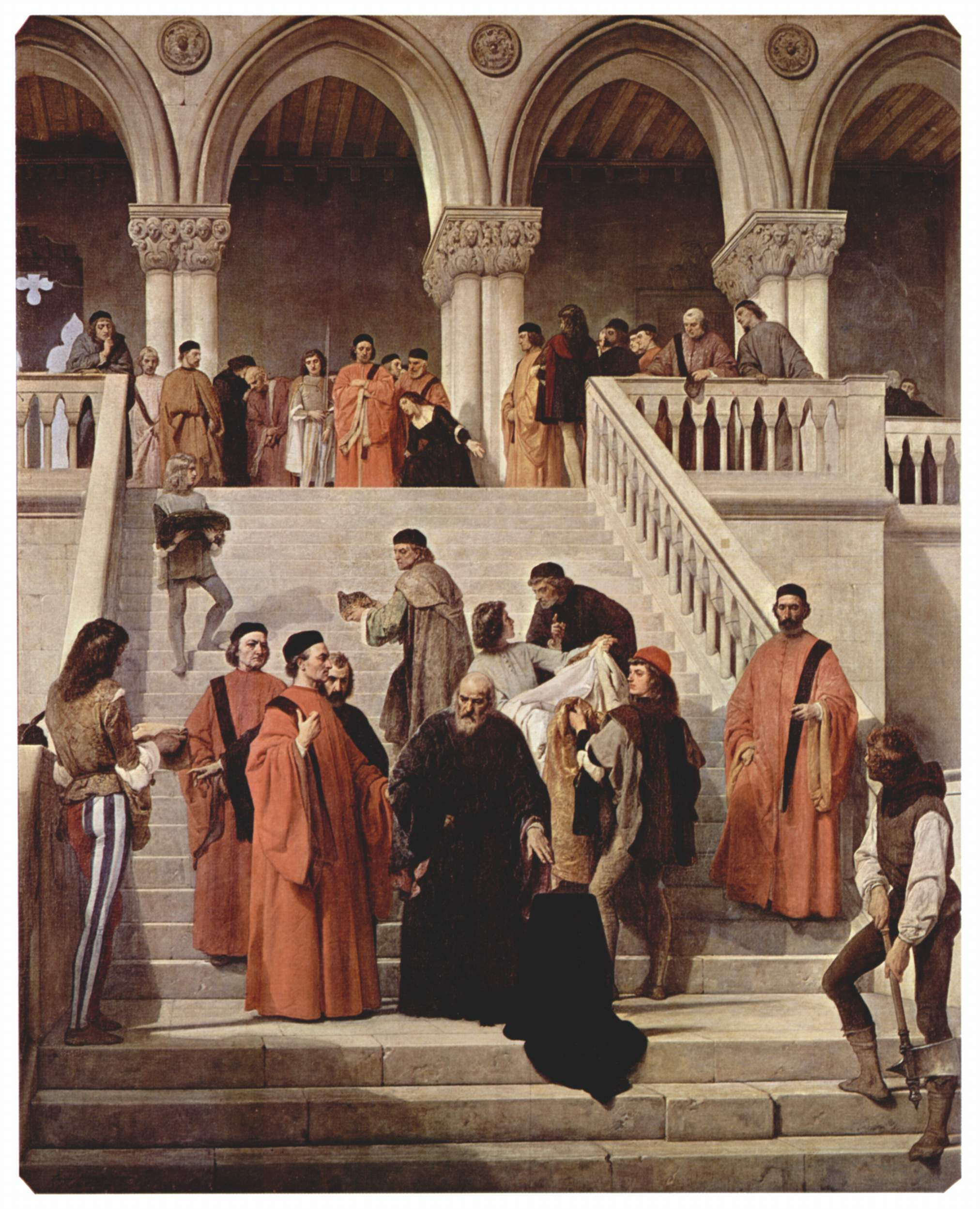
Marin Faliero.
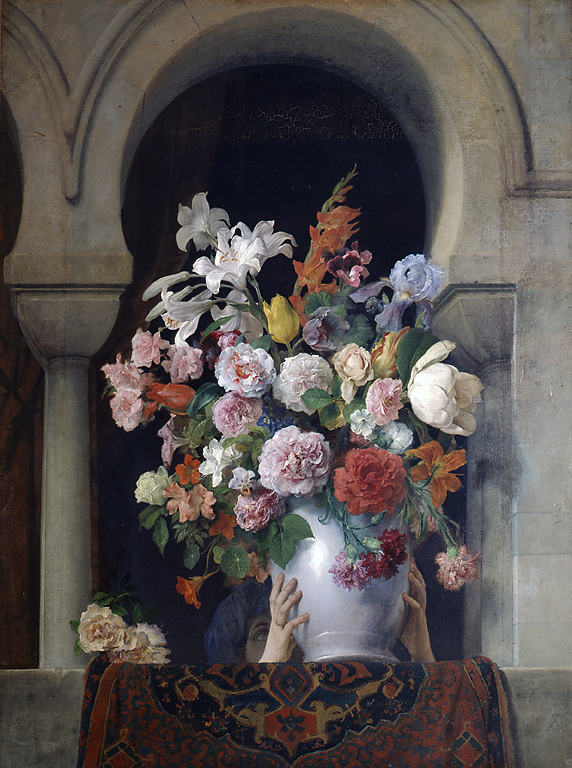
Jarrón de flores sobre la ventana de un harén (1881).
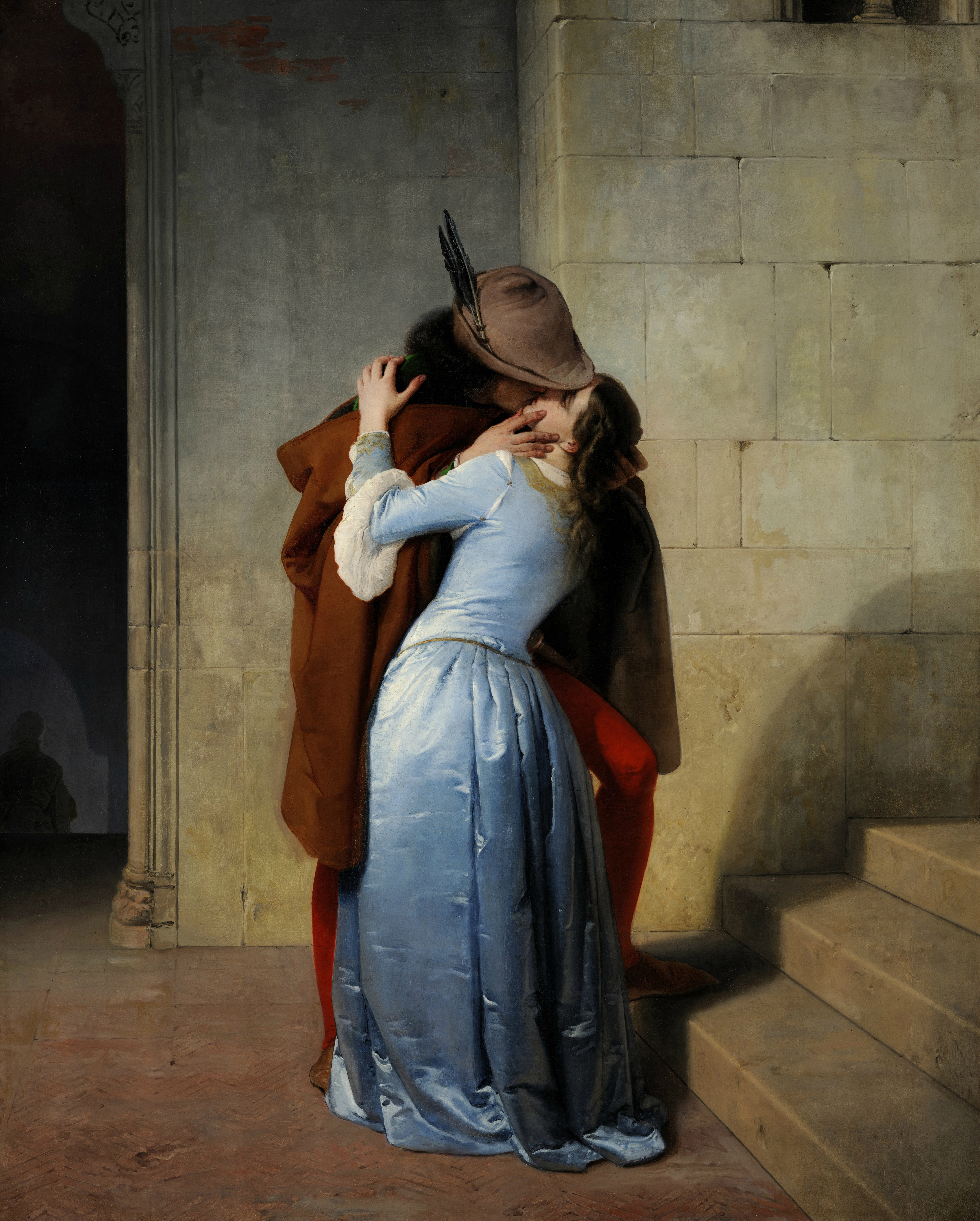
El beso (Pinacoteca de Brera, Milán, 1859).
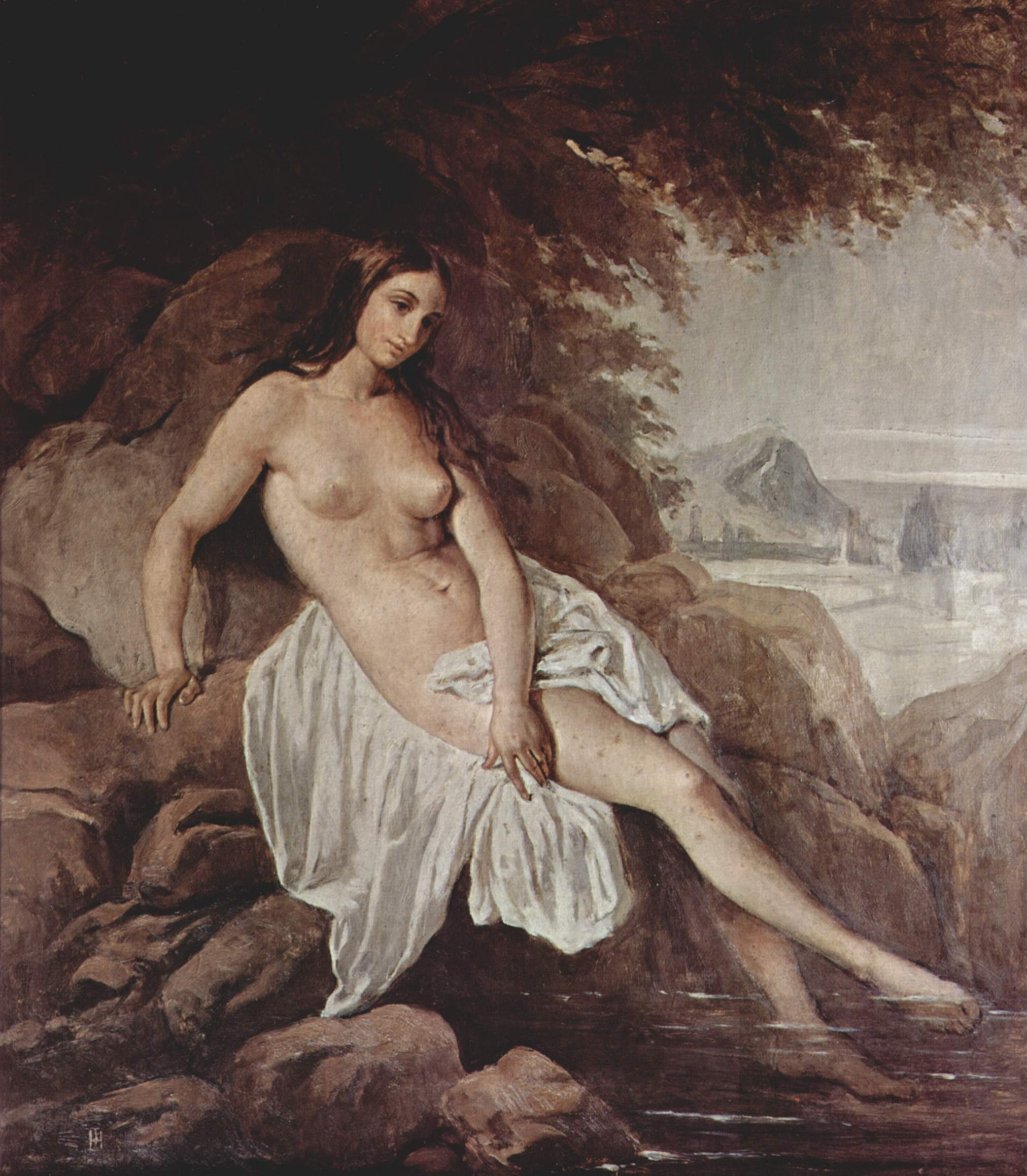
Bañista (1832).
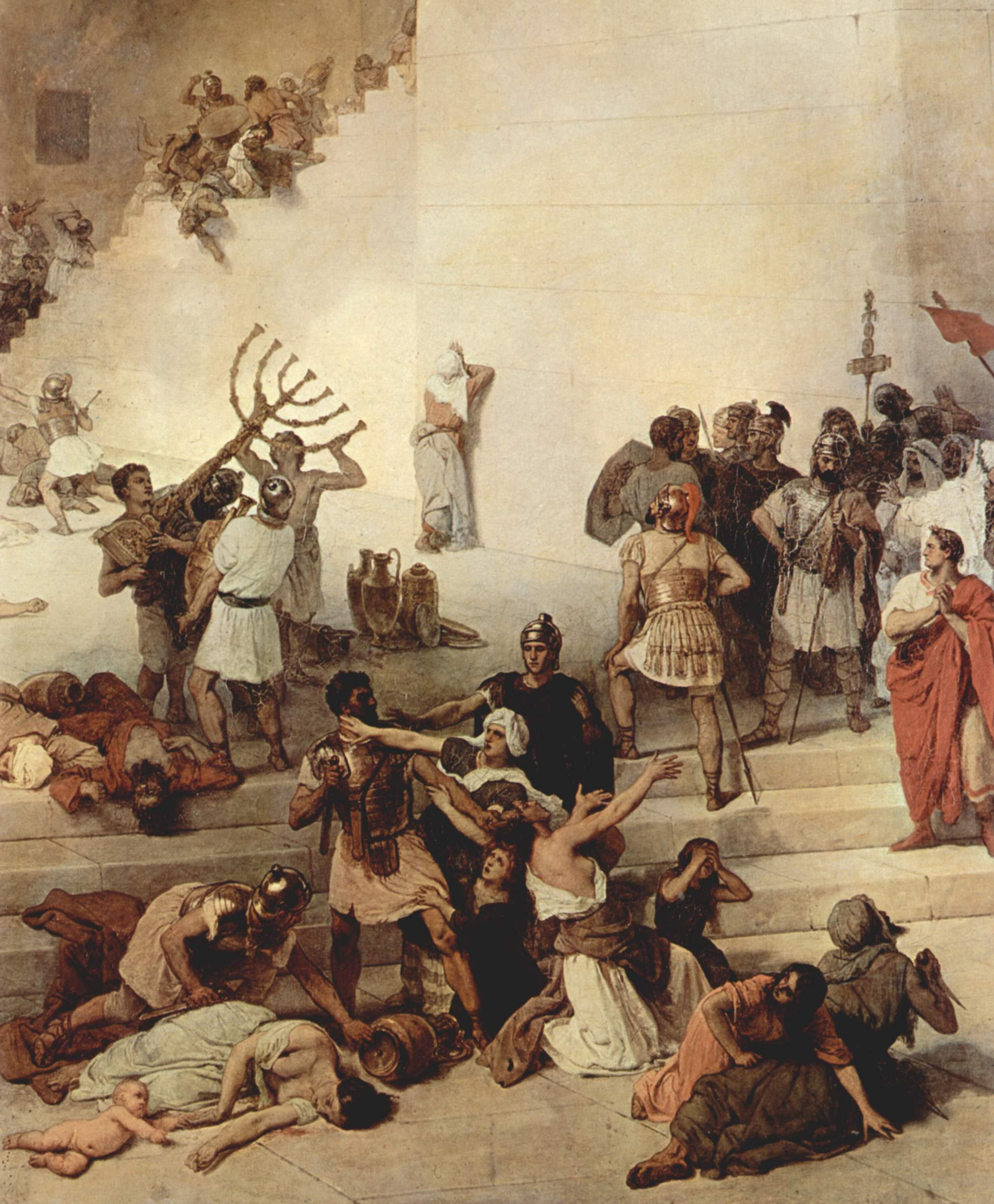
La destrucción del Templo de Jerusalén (1867) (detalle).
Odalisca.

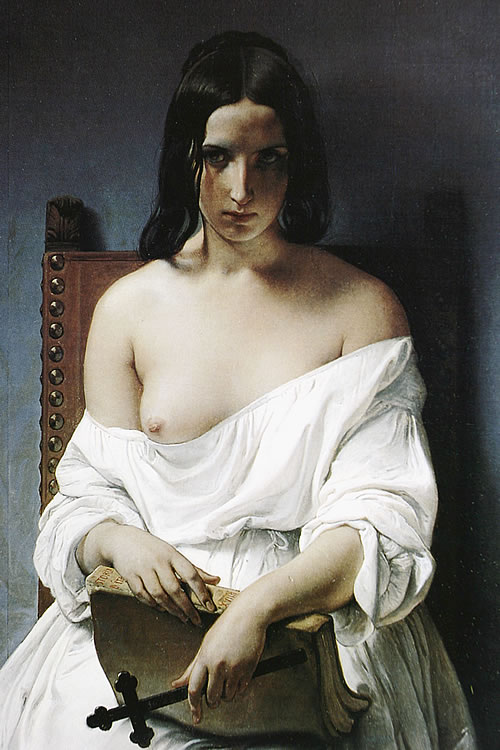
La Meditación (sobre la Historia de Italia) (1851)
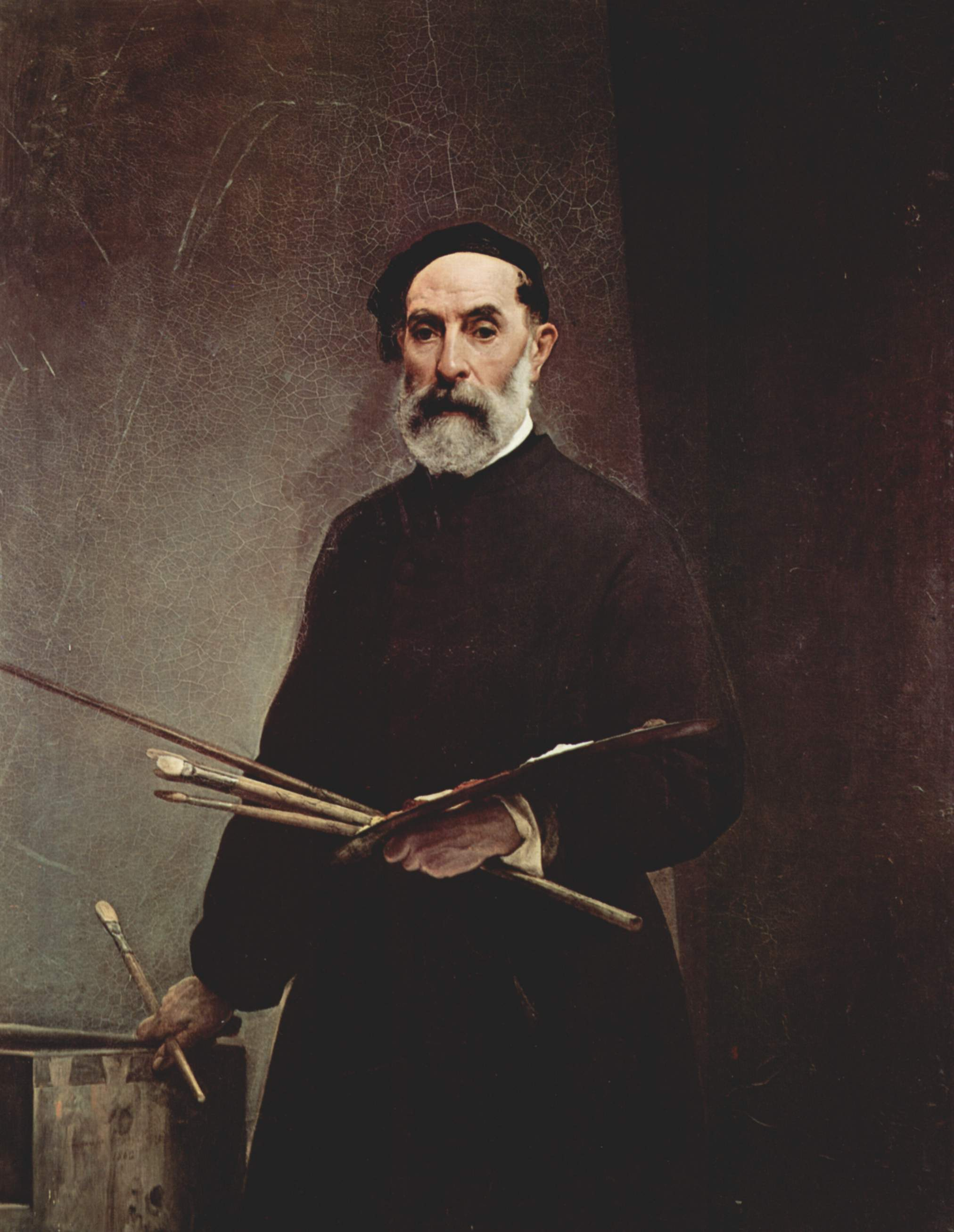
Autorretrato (1860). Florencia, Galería Uffizi.